# Laura Greenhalgh
Laura Greenhalgh (2 de septiembre de 1985) es una deportista británica que compitió en remo, Ganó dos medallas de plata en el Campeonato Mundial de Remo, en los años 2007 y 2009.

## Palmarés internacional
| Campeonato Mundial | Campeonato Mundial | Campeonato Mundial | Campeonato Mundial  |
| Año                | Lugar              | Medalla            | Prueba              |
| ------------------ | ------------------ | ------------------ | ------------------- |
| 2007               | Múnich (Alemania)  | Medalla de plata   | Cuatro scull ligero |
| 2009               | Poznań (Polonia)   | Medalla de plata   | Cuatro scull ligero |